# Perdaxius
Perdaxius (sardinski: Perdàxius) je grad i općina (comune) u pokrajini Južnoj Sardiniji u regiji Sardiniji, Italija. Nalazi se na nadmorskoj visini od 98 metara i ima 1 455 stanovnika.
 Prostire se na 29,5 km². Gustoća naseljenosti je 49 st/km².
Susjedne općine su: Carbonia, Narcao, Tratalias i Villaperuccio.